# Solann
Solann, née Solann Lis-Amboyan le 26 décembre 1999 à Paris, est une chanteuse et compositrice française.

## Biographie
Fille d'un père comédien et d'une mère multi-artiste d'origine arménienne, Solann a grandi entre Paris et le Vaucluse. Fortement influencée par sa proximité avec sa grand-mère maternelle — figure centrale dans sa vie — l'artiste en devenir baigne dans la pluridisciplinarité : elle fait du théâtre, de la comédie, de la danse ou encore du mannequinat, et confie également aimer la peinture. Adolescente, elle apprend à jouer de la guitare et du piano, et prend goût à la cithare et au ukulélé, instrument qu'elle utilise aujourd'hui régulièrement sur scène.[réf. nécessaire]

## Carrière musicale
C'est lors de la période du confinement, pendant la crise du coronavirus, que l'artiste commence à poster ses compositions sur les réseaux sociaux. Le producteur Chad Boccara la découvre dans une publication sur la plateforme sociale TikTok en duo avec son amie Zaho de Sagazan sur le titre de cette dernière, « Tristesse ». Il produira ses premiers singles et démarchera les labels avec son agence Faubourg26. Elle travaille notamment avec Marso, co-compositeur et producteur,.
Solann est la première lauréate du Women in Motion Emerging Talent Award dans la catégorie Musique et Imagerie au Festival Sœurs Jumelles, qui vise à récompenser et à promouvoir la créativité des artistes féminines dans l'industrie musicale.
En 2024, elle enregistre 7 clips vidéo sous le label Cinq7  dont le morceau Rome qui l'a révélée au grand public.
En 2025, elle sort son premier album : Si on sombre ce sera beau. Elle part également pour une tournée de 20 dates en France et en Belgique, dont une à l'Olympia. La même année, elle participe à la création de Uh Oh, l'album collaboratif du chanteur canadien Patrick Watson.

## Style
Son style musical mélange néofolk éthéré et paroles incisives. Ses chansons abordent des thèmes tels que le féminisme, le rapport au corps, le monde de la nuit, et les défis de la féminité dans un monde patriarcal,.
Patrice Demailly de l'AFP décrit son style comme une combinaison de « magie noire » et de « drame poétique », évoquant une tension entre la beauté et la terreur.

## Discographie

### Singles
- 2023 : Perdu
- 2023 : Petit corps
- 2023 : Rome
- 2024 : Rome (Version acoustique)
- 2024 : Marcher droit
- 2024 : Les ogres
- 2025 : La bohème

### Collaborations
- 2025 : Zamdane feat. Solann - Tu me verras (sur l'album Rahma)

## Distinctions

### Récompenses
- Victoires de la Musique 2025 : Révélation féminine

### Nominations
- Victoires de la Musique 2025 :
  - Révélation scène
  - Chanson originale